# Kultizmus
A kultizmus (olaszul, portugálul és spanyolul cultismo) az újlatin nyelvekkel összefüggésben olyan szót jelent, amely a klasszikus nyelvből – nevezetesen a latinból – a művelt, írott nyelvhasználat (irodalom, kultúra, tudomány, vallás stb.) útján vagy utólagos átvétellel, illetőleg visszavétellel került a sztenderd nyelvbe, s ennek következtében nem mentek végbe rajta a nyelv természetes fejlődésére jellemző hangtani átalakulások. A kultizmus kifejezés éppen ezért a honi szókincs, vagyis a beszélt nyelv népi fejlődése útján megörökölt szavak ellentétjeként használatos, amelyeknél ez a változás lezajlott.
A kultizmusokat általános értelemben magyarul nevezik tudós szavaknak is, azonban ez a megnevezés félreérthető lehet. A kultizmus, latinizmus és a tudományos szavak kapcsolatát lásd a későbbiekben.

## A kultizmus jellemzői
A kultizmusok hangtanilag csak igen csekély mértékben vagy egyáltalán nem térnek el az eredeti – etimológiai – alaktól. A legtöbb esetben csupán a modern nyelv fonológiai és helyesírási törvényszerűségeihez igazítják őket, amennyire szükséges, például a lehetetlen szóvégződések vagy hangzócsoportok megfelelő helyettesítésével (pl. PUNCTUALIS > spanyol puntual). Előfordulhat, hogy egy szó népi úton is, illetve – esetleg későbbi – művelt átvételként (újraátvételként) is bekerül a nyelv szókincsébe más-más jelentésben: például a spanyol hechura ’tett’ és factura ’számla’, egyaránt a latin FACTURA szóból, vagy a muchedumbre (< MULTITUDINEM) és multitud (< MULTITUDO) azonos jelentésben (’sokaság’).
Az újlatin nyelvek sztenderd változatainak kimunkálásakor az irodalomnak köszönhetően számtalan kultizmus került a szókincsükbe, ami nélkülözhetetlen volt a teljes kifejezőképesség eléréséhez; mondhatni, hogy szókincsüknek legalább felét kultizmusok alkotják, amelyek egyúttal biztosítják e nyelvek viszonylag magas fokú kölcsönös érthetőségét.

## Kultizmus és „félkultizmus”
Léteznek olyan szavak is, amelyek ugyan elindultak a népi fonetikai fejlődés útján, azonban a művelt nyelvhasználat befolyásának köszönhetően a teljes hangtani átalakulás nem ment végbe. Ezeket a szavakat „félkultizmus”-oknak (semicultismo) nevezzük. Szintén egy példa a spanyolból: latin SAECULU > óspanyol sieglo > spanyol siglo; nem pedig *siejo, amely a népi fejlődésből származó alak lenne, sem *século, amely kultizmus lenne.

## Kultizmus, latinizmus és tudományos szavak
E három fogalom között vannak ugyan átfedések, de nem keverendőek. Latinizmus alatt egy nyelvben – leginkább tudományos, illetve magasan művelt (vagy e látszatot kelteni kívánó) szövegkörnyezetekben – használt latin nyelvű kifejezéseket értjük (pl. ad absurdum, ergo, usque stb.). A tudományos szavak a kultizmusok köréhez tartoznak, viszont nem minden kultizmus tudományos szó. A kultizmus alapvetően nyelvtörténeti–fonetikai megjelölés, és az adott szó etimológiai vagy attól alig különböző alakjának megőrzésére utal, legyen az bármilyen okból is (pl. a spanyol espíritu szó vallási kultizmus a latin SPIRITUSból.

## Kultizmus és művelt nyelvhasználat
Szintén nem tévesztendő össze a kultizmus és a „művelt szóhasználat” (palabra culta). Míg az előbbi nyelvtörténeti, az utóbbi szociolingvisztikai fogalom. A kultizmus egy adott szó meghonosodásának módjára utal (vagyis arra, hogy az írott nyelv közvetítése vagy művelt emberek útján került a nyelvbe), azonban ez a nem feltétlenül jelenti azt, hogy egy kultizmus a mai nyelvállapotban is a művelt nyelvhasználat része lenne. Példaként, a spanyol familia (< lat. FAMILĬA) szó kultizmus (a népi fejlődés *hamija alakot eredményezett volna), mégis mindenki által ismert, köznyelvi szó; ugyanakkor az hado (< lat. FATUM) honi szó, viszont ma már csak a tanult emberek értik és használják.